# Ramón Alberto Pérez Rodríguez
Ramón Alberto Pérez Rodríguez (Caracas, Venezuela, 21 de mayo de 1942 – Loma Linda, California, 28 de marzo de 2022). Arquitecto, urbanista e investigador venezolano. Fundador de los Sistemas de Información Geográfica en Hispanoamérica.

## Datos biográficos
Ramón Pérez Rodríguez nació el 21 de mayo de 1942, en la Parroquia La Candelaria (Caracas). Sus padres fueron Ángel Ramón Pérez Gómez, oriundo de los Andes venezolanos, y Rosa María Rodríguez Silva, venezolana de ascendencia portuguesa. Pérez estaba emparentado con los descendientes de Eduardo López Rivas, a través de su matrimonio con la arquitecto Rosario Giusti López, bisnieta del intelectual.
Para la fecha de su nacimiento se batallaba en Europa la Segunda Guerra Mundial y Venezuela jugaba un papel clave en el conflicto. Era el principal proveedor de petróleo de dos gigantes del bando aliado: el Reino Unido y los Estados Unidos. El país despuntaba en el plano internacional como economía prometedora, con una moneda sólida y una enorme capacidad energética.
Venezuela consiguió libertades políticas en la década de los cincuenta, instauró la democracia y se convirtió en un lugar de oportunidades para nativos y emigrantes. Como tantos otros venezolanos de la época, Ramón Pérez Rodríguez se benefició de esa prosperidad. Se formó durante la coyuntura de bonanza del país, cursando gratuitamente su educación primaria, secundaria y universitaria (pregrado y posgrado). En Caracas, asistió a la escuela primaria Vicente Landaeta del sector La Candelaria. Durante su adolescencia la familia se trasladó a la ciudad de Mérida (Venezuela), donde cursó el bachillerato en el “Liceo Libertador” y la carrera universitaria en la Universidad de los Andes.

## Formación y actividad académica
En 1967 se gradúa de arquitecto en la Universidad de los Andes (Venezuela), convirtiéndose ese mismo año en profesor de la Facultad de Arquitectura. Enviado por la Universidad de los Andes a la Universidad de Pensilvania en los Estados Unidos, realiza sus estudios de posgrado, obteniendo maestrías en Arquitectura y Planificación Urbana. En 1974 se traslada a Europa y realiza en la Academia Pedagógica de Szczecin, Polonia, hoy en día Universidad de Szczecin, una especialización en Urbanismo y Ordenación Territorial.

## El Estado Zulia
En 1975 Ramón Pérez se instaló en la ciudad de Maracaibo, capital del Estado Zulia, lugar donde se involucró con proyectos de envergadura dentro del desarrollo regional, dejando profunda huella en la sociedad marabina.
Comenzó su actividad profesional en la región como investigador del Centro de Investigaciones Urbanas y Regionales de la Facultad de Arquitectura de La Universidad del Zulia. En el año 1977 es designado director de ese organismo, que en 1979 se convierte en el Instituto de Investigaciones de Arquitectura y Sistemas Ambientales.

### Labor de investigación
Como director del Instituto de investigaciones de Arquitectura y Sistemas Ambientales, Pérez desempeñó un importante rol en la región Zuliana. La preocupación por el medio ambiente apenas despuntaba en el mundo y el instituto se avocó desde el comienzo a importantes proyectos en la materia. En 1979 Pérez diseño una metodología para la evaluación ambiental del uso de la tierra, que aún se utiliza en las universidades venezolanas y cuya edición original reposa en la Biblioteca Nacional de Venezuela.
Merece especial mención el proyecto “Nueva Ciudad Guasare”, un estudio de impacto ambiental en la microrregión del Estado Zulia conocida como Guasare-Socuy. La nueva ciudad Guasare se crearía para instalar a empleados, obreros y relacionados, de la empresa que explotaría las minas de carbón en la zona. El proyecto se desarrolló en coordinación con la Corporación de Desarrollo de la Región Zuliana, Corpozulia, y la ubicación de la ciudad se diseñó con las debidas precauciones de impacto ambiental y en estrecha relación con la naturaleza del lugar. Conllevó el previo análisis de diferentes variables, a fin de escoger el mejor sitio, entre ellas la geología, los suelos, la topografía, la forma del terreno y la orientación del sol.

### La Empresa privada
Desde su llegada a Maracaibo Pérez comenzó a compaginar su actividad académica con la iniciativa privada. En 1975 Inició la firma consultora de arquitectura “AT Sistemas Consultores Asociados”, donde desarrolló proyectos de urbanismo relacionados con dependencias oficiales de servicios, como la empresa nacional de teléfonos y el instituto nacional de obras sanitarias.
En 1997 creó el grupo de ubicaciones geográficas ESRI-Venezuela, convirtiéndose en el primer distribuidor del software de esta firma en el país. Es entonces cuando su actividad profesional inicia lo que se convertirá en un nuevo camino para el hemisferio hispanoamericano.

### Pionero en América Latina
Con Esri-Venezuela se creó también la primera oficina de ESRI en Hispanoamérica, piedra angular del desarrollo del “geodiseño” a nivel continental. El desarrollo de los Servicios de Información Geográfica en América Latina sería una labor de muchos años. Una cruzada emprendida por Ramón Pérez Rodríguez, considerado el fundador y promotor en Hispanoamérica.

## La revolución que comenzó en Maracaibo
Pérez fue presidente de ESRI-Venezuela durante 25 años. La empresa trajo al país petrolero la tecnología de Sistemas de Información Geográfica de ESRI Internacional, adaptándola al mercado venezolano y produciendo mapas digitales en formato compatible. Bajo la dirección de Pérez, y desde sus oficinas en la ciudad de Maracaibo, la empresa llevó a cabo múltiples proyectos de geolocalización en Venezuela, en áreas sociales, económicas, empresariales y ambientales.
Con solo pulsar el mapa elaborado por ESRI sobre la red de distribución de gas de Petróleos de Venezuela (PDVSA), fue posible, a partir del 2012, detectar al instante la ubicación de cualquier falla en el sistema y reaccionar de inmediato para restablecer el suministro.
Para Las oficinas de Catastro de la ciudad de Cabimas, del Municipio San Francisco (Zulia), de la ciudad de Maracaibo y del Municipio Chacao-Distrito Capital, ESRI-Venezuela elaboró entre los años 2006 y 2013, mapas de geolocalización con acceso directo a los usuarios. Estos mapas digitales les permitieron tener a mano, en forma actualizada, los datos de propiedad inmobiliaria, dimensión de los inmuebles, vialidad, puntos de interés y actividades comerciales.
La geolocalización por parte de ESRI-Venezuela fue un instrumento esencial, en la batalla de Venezuela para vencer el COVID-19. Los mapas digitales de hospitales venezolanos permitieron conocer al instante las cifras de nuevos casos, el número de hospitalizados y las zonas de mayor incidencia en cada región.

### América Latina
Con la creación de ESRI-Venezuela en 1997, nació en América Latina el manejo de la geografía social. A partir de entonces, Pérez inició una cruzada para promover el uso de los Sistemas de Información Geográfica en toda Hispanoamérica. Empresas de usuarios del software de ESRI surgieron en otros países del hemisferio hispano de la mano de Pérez y, bajo su liderazgo, dieron sus primeros pasos en el campo de la geolocalización.
Su rol de líder en Latinoamérica quedó registrado en las palabras de Jack Dangermond, presidente de ESRI Internacional, en ocasión del fallecimiento de Pérez: “Ramón se convirtió en pionero de los servicios de información geográfica en su país al crear ESRI-Venezuela… y lo hizo de la misma manera en América Latina, donde ayudó a la hoy comunidad de distribuidores de ESRI, a comenzar los Sistemas de Información Geográfica y sus aplicaciones.” 

## Un zuliano más
El Zulia fue la tierra venezolana donde Pérez realizó la mayor parte de su vida profesional. Allí fundó una familia junto a su esposa la arquitecto Rosario Giusti López y sus hijos Gerardo, Francisco y Rosario Leonor Pérez Giusti. Durante su casi medio siglo de residencia en Maracaibo, se involucró profundamente con la sociedad marabina y se asimiló al colectivo regional.
Fue un actor importante en el proceso de exhumación de los restos del editor zuliano Eduardo López Rivas, en el año 2015, y en las ceremonias correspondientes a su traslado al Panteón del Estado Zulia. Figuró igualmente en los actos de apertura de la “Hemeroteca Eduardo López Rivas”, inaugurada ese mismo año en la Biblioteca pública del Zulia, y junto al secretario regional de cultura develó la placa inaugural de la sede.